# Mihajlo Petrovics Mudrik
Mihajlo Petrovics Mudrik (ukránul: Михайло Петрович Мудрик; Krasznohrad, 2001. január 5. –) ukrán válogatott labdarúgó, 2023 óta az angol Chelsea játékosa.

## Pályafutása

### Klubcsapatokban

#### Sahtar Doneck
Mudrik az ukrán Sahtar Doneck akadémiáján nevelkedett, 2018 óta tagja az első csapatnak. 2019-ben kölcsönben szerepelt a szintén ukrán élvonalbeli Arszenal Kijivben, majd egy évvel később a Deszna Csernyihivben.

#### Chelsea
2023. január 14-én az ukrán csapat és a Chelsea bejelentette, hogy közel állnak Mudrik eladásához, de megegyezés még nem született. Másnap a Chelsea bejelentette, hogy az ukrán válogatott játékos nyolc és fél éves szerződést írt alá a fővárosban. Az ukrán csapat sajtóközleménye szerint 70 millió eurót kaptak a játékosért, ami a jövőben akár 100 millióra is emelkedhet.
Január 21-én mutatkozott be a bajnokság 21. fordulójában a Liverpool vendégeként a 2022/23-as idényben, a gólnélküli rangadó 55. percében lépett pályára Lewis Hallt váltva.
2024. december 17-én az Angol labdarúgó-szövetségtől ideiglenes eltiltást kapott, miután pozitív volt egy meldonium-tesztje, amely egy, a Doppingellenes Világszervezet által betiltott teljesítménynövelő szer.

### A válogatottban

#### Ukrajna
Többszörös ukrán utánpótlás-válogatott.
2022. június 1-jén debütált az A-válogatottban a Skócia elleni vb-pótselejtezőn, a 3–1-re megnyert mérkőzés 72. percében csereként lépett pályára Viktor Vitalijovics Cihankovot váltva.

## Statisztika

### Klubcsapatokban
2023. március 11-i állapot szerint.
| Csapat                        | Szezon           | Bajnokság            | Bajnokság | Bajnokság | Kupa | Kupa  | Ligakupa | Ligakupa | Nemzetközi | Nemzetközi | Egyéb | Egyéb | Összesen | Összesen |
| Csapat                        | Szezon           | Osztály              | P.        | Gólok     | P.   | Gólok | P.       | Gólok    | P.         | Gólok      | P.    | Gólok | P.       | Gólok    |
| ----------------------------- | ---------------- | -------------------- | --------- | --------- | ---- | ----- | -------- | -------- | ---------- | ---------- | ----- | ----- | -------- | -------- |
| Sahtar Doneck                 | 2018–2019        | Ukrán Premier League | 0         | 0         | 1    | 0     | –        | –        | 0          | 0          | 0     | 0     | 1        | 0        |
| Sahtar Doneck                 | 2019–2020        | Ukrán Premier League | 3         | 0         | 0    | 0     | –        | –        | 0          | 0          | 0     | 0     | 3        | 0        |
| Sahtar Doneck                 | 2020–2021        | Ukrán Premier League | 3         | 0         | 0    | 0     | –        | –        | 0          | 0          | 0     | 0     | 3        | 0        |
| Sahtar Doneck                 | 2021–2022        | Ukrán Premier League | 11        | 2         | 1    | 0     | –        | –        | 7          | 0          | 0     | 0     | 19       | 2        |
| Sahtar Doneck                 | 2022–2023        | Ukrán Premier League | 12        | 7         | 0    | 0     | –        | –        | 6          | 3          | 0     | 0     | 18       | 10       |
| Sahtar Doneck                 | Összesen         | Összesen             | 29        | 9         | 2    | 0     | –        | –        | 13         | 3          | 0     | 0     | 44       | 12       |
| Arszenal Kijiv (kölcsönben)   | 2018–2019        | Ukrán Premier League | 10        | 0         | 0    | 0     | –        | –        | —          | —          | —     | —     | 10       | 0        |
| Deszna Csernihiv (kölcsönben) | 2020–2021        | Ukrán Premier League | 10        | 0         | 1    | 0     | –        | –        | —          | —          | —     | —     | 11       | 0        |
| Chelsea                       | 2022–2023        | Premier League       | 6         | 0         | —    | —     | —        | —        | 1          | 0          | —     | —     | 7        | 0        |
| Chelsea                       | Összesen         | Összesen             | 6         | 0         | 0    | 0     | –        | –        | 1          | 0          | –     | –     | 7        | 0        |
| Karrier összesen              | Karrier összesen | Karrier összesen     | 55        | 9         | 3    | 0     | —        | —        | 14         | 3          | 0     | 0     | 72       | 12       |

1. 1 2 3  Pályára lépések az UEFA-bajnokok ligájában

### A válogatottban
2022. szeptember 27-i állapot szerint.
| Válogatott | Év       | Pályára lépések | Gólok |
| ---------- | -------- | --------------- | ----- |
| Ukrajna    | 2022     | 8               | 0     |
| Összesen   | Összesen | 8               | 0     |

## Sikerek, díjak
Sahtar Doneck
- Ukrán bajnok: 2019–2020[11]
- Ukrán szuperkupa-győztes: 2021[12]

Egyéni
- A Sahtar Doneck év játékosa: 2021, 2022[13][14]